# Арнсторф
Арнсторф (нім. Arnstorf) — громада в Німеччині, розташована в землі Баварія. Підпорядковується адміністративному округу Нижня Баварія. Входить до складу району Ротталь-Інн.
Площа — 80,48 км2. Населення становить 7148 ос. (станом на 31 грудня 2020).